# Hot Caribbean Rainbow
Hot Caribbean Rainbow est un album de bande dessinée de Crisse et Carrère sorti en 2004.

## Résumé
Une jeune femme hérite de sa grand-mère, inconnue jusqu'alors, une ancienne maison. Lors de sa visite, son ami fait tomber une vieille bouteille de whiskey irlandais, dans laquelle marinait un fantôme, celui du privé assassiné ici 50 ans plus tôt. 
Peu à peu, il aide la jeune femme à résoudre une enquête qui implique la maffia locale, tout en retrouvant sa mémoire.
Dans cet ultime épisode, on apprend que Sam Dasher a eu deux enfants avec ses maîtresses, lesquels ont eu des filles. Ses deux petites-filles sont l'héroïne et sa copine, qui finalement s'avère être une méchante.